# Эффект Виллари
Эффект Вилла́ри или магнитоупругий эффект — явление обратное магнитострикции, заключающееся в изменении намагниченности магнетика под действием упругих напряжений. Назван по имени открывшего его в 1868 году итальянского физика Эмилио Виллари. 

## Описание
Эффект Виллари является обратным явлению магнитострикции. В веществах с отрицательным коэффициентом магнитострикции, при {\displaystyle \lambda <0}, например, в никеле, растягивающие напряжения приводят к уменьшению намагниченности, а в веществах с положительной магнитострикцией, при {\displaystyle \lambda >0}, например, в сплаве Fe-65Ni — к росту намагниченности при всех значениях напряженности магнитного поля. В железе напряжения на начальном участке кривой намагничивания приводят к росту намагниченности, а после достижения некоторого значения напряженности магнитного поля - к уменьшению. Напряженность магнитного поля, при которой происходит такое изменение намагниченности, называется точкой Виллари. 
Способ, которым материал реагирует на напряжения, зависит от величины, называемой магнитострикцией насыщения или магнитострикционной постоянной:
{\displaystyle \lambda _{s}=\left({\frac {\Delta l}{l}}\right)_{s}}.

### Качественное объяснение магнитоупругого эффекта
Качественно связь эффекта Виллари с величиной и знаком магнитострикции ферромагнетика при одноосном напряжении определяется соотношением:
{\displaystyle \left({\frac {d\lambda }{dH}}\right)_{\sigma }=\left({\frac {dB}{d\sigma }}\right)_{H}}, 
где {\displaystyle \lambda } — коэффициент магнитострикции, {\displaystyle H} — напряженность магнитного поля, {\displaystyle B} — намагниченность, σ — напряжение. Таким образом, если произведение {\displaystyle \sigma \lambda _{s}} имеет положительный знак, намагниченность {\displaystyle B} нарастает при росте напряжений, если же произведение {\displaystyle \sigma \lambda _{s}}  отрицательно —  намагниченность {\displaystyle B} снижается при росте напряжений. Этот эффект был подтвержден экспериментально.
В таблице ниже показано поведение ферромагнетиков с различной магнитострикцией при их упругой деформации.
| Знак магнитострикции | {\displaystyle \Delta l}, удлинение | {\displaystyle \Delta J}, Изменение намагниченности | Описание эффекта             |
| -------------------- | ----------------------------------- | --------------------------------------------------- | ---------------------------- |
| -                    | {\displaystyle >0}                  | {\displaystyle <0}                                  | отрицательный эффект Виллари |
| +                    | {\displaystyle >0}                  | {\displaystyle >0}                                  | положительный эффект Виллари |

### Количественное выражение магнитоупругого эффекта
При одноосном напряжении {\displaystyle \sigma }, действующем на одиночный магнитный домен, плотность энергии магнитоупругого эффекта выражается следующим образом:
{\displaystyle E_{\sigma }={\frac {3}{2}}\lambda _{s}\sigma \sin ^{2}(\theta )}
где {\displaystyle \lambda _{s}} — магнитострикция насыщения, а {\displaystyle \theta }  — угол между направлением намагниченности при насыщении и направлением действия напряжений.  Когда {\displaystyle \lambda _{s}} и {\displaystyle \sigma } положительны (как в железе при растяжении), энергия минимальна при {\displaystyle \theta } = 0, то есть когда направление действия напряжений совпадает с направлением намагниченности.  Таким образом, намагниченность увеличивается при появлении растягивающих напряжений.

### Магнитоупругий эффект в кристаллах
Магнитострикция и магнитоупругий эффект зависят от направления осей кристалла. В железе направления [100] (ребро куба) являются направлениями лёгкого намагничивания, в то время как в направлении [111] (пространственная диагональ куба) намагниченность невелика, пока не становится близкой к намагниченности насыщения, что приводит к изменению ориентации домена с [111] на [100]. Такая магнитная анизотропия  вынуждает использовать два независимых коэффициента магнитострикции {\displaystyle \lambda _{100}} и {\displaystyle \lambda _{111}}.
В металлах с кубической решеткой магнитострикция (и магнитоупругость) вдоль любой оси может быть определена линейной комбинацией этих двух констант. Например, магнитострикция в направлении [110] является линейной комбинацией {\displaystyle \lambda _{100}} и {\displaystyle \lambda _{111}}.
Исходя из предположения изотропности магнитострикции (т.е. доменов  одинакова в любых кристаллографических направлениях), то {\displaystyle \lambda _{100}=\lambda _{111}=\lambda } и линейная зависимость между  упругой энергией  и напряжением сохраняется, {\displaystyle E_{\sigma }={\frac {3}{2}}\lambda \sigma (\alpha _{1}\gamma _{1}+\alpha _{2}\gamma _{2}+\alpha _{3}\gamma _{3})^{2}}. Здесь {\displaystyle \alpha _{1}}, {\displaystyle \alpha _{2}}   и {\displaystyle \alpha _{3}} — направляющие косинусы намагниченности домена, а {\displaystyle \gamma _{1}}, {\displaystyle \gamma _{2}}, {\displaystyle \gamma _{3}} — направляющие косинусы связей — к кристаллографическим направлениям.

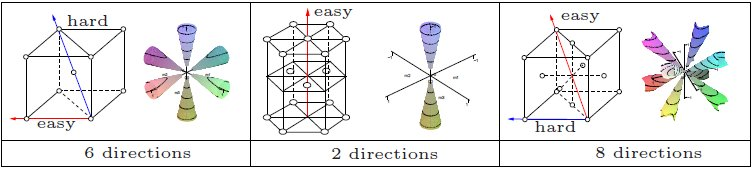
Примеры направлений лёгкого и сложного намагничивания в различных кристаллических решётках. Хотя оси лёгкого намагничивания часто, но не всегда, совпадают с кристаллографическими осями симметрии, не существует способа предсказать направление лёгкого намагничивания на основании только кристаллической решетки.

## Методы измерения магнитоупругих свойств
Методы измерения магнитоупругого эффекта в магнитных материалах должны соответствовать следующим требованиям:
- магнитная цепь испытываемого образца должна быть замкнутой. Разомкнутая магнитная цепь вызывает  размагничивание, что снижает магнитоупругий эффект и затрудняет его анализ.
- распределение напряжений должно быть однородным,  а величина и направление напряжений должны быть известны.
- на образце должна быть возможность размещения намагничивающей и измерительной обмоток, необходимых для измерения петли магнитного гистерезиса при механической нагрузке.

Применяются следующие методы испытаний:
- приложение растягивающей нагрузки к образцу магнитного материала в форме ленты, недостатком такой схемы является разомкнутость магнитной цепи образца[7];
- приложение растягивающей или сжимающей нагрузки к образцу в форме рамки; недостатком такой схемы является то, что возможно испытывать только объёмные материалы (не ленты и не проволоку), а в части рамки в местах соединений напряжения отсутствуют[8];
- приложение сжимающей нагрузки к кольцевому образцу в диаметральном направлении приводит к неоднородному распределению напряжений в сердечнике[9];
- приложение растягивающей или сжимающей нагрузки к кольцевому образцу в направлении оси создает напряжения, которые перпендикулярны магнитному полю[10].

## Применение
Наиболее широко эффект Виллари применяется для измерения с помощью магнитоупругих датчиков (преобразователей) сжимающих и растягивающих напряжений, а также крутящего момента.
По сравнению с тензометрическими датчиками, обычно используемыми для измерения сил, магнитоупругие датчики отличается повышенными надежностью и уровнем выходного сигнала, а также использованием более простой измерительной схемы. Они нашли применение в тех областях техники, где предъявляются повышенные требования к надежности в связи с эксплуатацией в тяжелых условиях. Недостатком датчиков с использованием магнитоупругого эффекта является сильная нелинейность характеристики преобразования силы в напряжение, что обуславливает соответствующую большую систематическую ошибку измерения. Этот недостаток устраняется путем использования специальных измерительных схем, корректирующих ошибки измерения, а также выбором диапазона с линейной характеристикой.
Некоторые сферы применения таких датчиков: 
- в металлургическом производстве для взвешивания шихты перед загрузкой в плавильную печь;
- на морских плавучих подъемных кранах в качестве датчика системы ограничения грузоподъемности;
- в строительстве[7];
- контроль зажигания в цилиндрах дизельных двигателей тепловозов[14];

- крутящий момент на приводе шаровых кранов[14];
- для биомедицинского мониторинга[15].

Обратный магнитоупругий эффект следует также может проявляться как побочный эффект случайного или преднамеренного приложения механических напряжений к  магнитному сердечнику  индуктивного компонента, например,  феррозонду  или  статору  генераторов/двигателей при установке с натягом.
Эффект Виллари может применяться для проведения тонких физических экспериментов. В частности, можно найти зависимость изменения температуры магнитного материала от магнитострикции насыщения {\displaystyle \lambda _{S}}.